# قاي لافي
قاي لافي (بالعبرية: גיא לוי‏) (8 سبتمبر 1966 ببتاح تكفا في إسرائيل - ) هو مدرب كرة قدم ولاعب كرة قدم إسرائيلي في مركز الدفاع. لعب مع هبوعيل بتاح تكفا ‏ ومكابي بتاح تكفا.

## وصلات خارجية
- قاي لافي على موقع قاعدة بيانات كرة القدم.إي يو (الإنجليزية)